# Lajos Nagy (Wasserballspieler)
Lajos Nagy (* 11. März 1936 in Budapest) ist ein ehemaliger ungarischer und deutscher Wasserballspieler.
Lajos Nagy begann in Ungarn mit dem Wasserball. Nach dem Ungarischen Volksaufstand floh Nagy 1956 nach Deutschland und schloss sich dem Verein SC Rote Erde Hamm an. Von 1959 bis 1973 war er mit diesem Verein siebenmal deutscher Wasserballmeister.
1959 erhielt Nagy die deutsche Staatsangehörigkeit und spielte bis 1968 in 115 Länderspielen in der Nationalmannschaft. Bei den Olympischen Spielen 1960 in Rom belegte er mit der Mannschaft aus der Bundesrepublik Deutschland den sechsten Platz. In sieben Spielen erzielte er dabei zehn Tore. Für die Europameisterschaft 1962 und die Olympischen Spiele 1964 qualifizierte sich im Rahmen der gesamtdeutschen Vorausscheidungen die Mannschaft aus der DDR. Bei der Europameisterschaft 1966 belegte die bundesdeutsche Mannschaft mit Nagy den siebten Platz. Bei den Olympischen Spielen 1968 in Mexiko-Stadt erzielte er in acht Spielen neun Tore, die bundesdeutsche Mannschaft belegte den zehnten Platz.
Nagy studierte Medizin und war später auch Turnierarzt beim Wasserball.